# Labidocera fluviatilis
Labidocera fluviatilis is een eenoogkreeftjessoort uit de familie van de Pontellidae. De wetenschappelijke naam van de soort is voor het eerst geldig gepubliceerd in 1894 door Dahl F..